# Gavin Bryars
Richard Gavin Bryars (Goole, Inglaterra, 16 de enero de 1943 (82 años) es un compositor y contrabajista inglés, que ha estado activo como intérprete o productor en estilos musicales muy diferentes, como el jazz, la improvisación libre, el minimalismo, la música experimental y de vanguardia, el neoclasicismo y el ambient.

## Biografía
Nacido en Goole, East Yorkshire, Inglaterra, Bryars cursó filosofía en la Universidad de Sheffield con anterioridad a seguir estudios musicales durante tres años.
El primer trabajo por el que es recordado es su papel como contrabajista en el trío de Joseph Holbrooke (una formación activa en la década de los sesenta en el Reino Unido, particularmente en Sheffield y sus alrededores), junto con el guitarrista Derek Bailey y el percusionista Tony Oxley. El trío comenzó interpretando jazz en un estilo relativamente tradicional antes de decantarse hacia la improvisación libre. Sin embargo, Bryars quedó descontento hacia este trabajo cuando vio al joven contrabajista Johnny Dyani interpretar de una forma que le pareció “artificial”, comenzando su interés hacia la composición.
Los primeros trabajos compositivos de Bryars están fuertemente influenciados por la llamada New York School (Escuela de Nueva York) de John Cage (con el que estudió por un breve período), Morton Feldman, Earle Brown y el minimalismo. Su primera composición conocida, The Sinking of the Titanic (El naufragio del Titanic, 1969), es un trabajo casi indeterminístico que permite a los ejecutantes tomar una variedad de sonidos relacionados con el naufragio del Titanic y conjuntarlos en una obra musical.
Una obra muy conocida de este primer periodo es Jesus' Blood Never Failed Me Yet (La Sangre de Jesús nunca me ha fallado todavía, 1971), cuya base es un loop musical con la grabación de un vagabundo improvisando el himno religioso de ese nombre. Al comienzo de cada loop, se construyen ricas armonías ejecutadas por un conjunto musical tocando en vivo, continuamente creciendo en densidad hasta que el conjunto se desvanece gradualmente. En la década de los noventa se efectuó una nueva grabación de esta obra, con Tom Waits cantando con la grabación original del vagabundo durante la sección final de la obra.
Bryars fue miembro fundador de la Portsmouth Sinfonía, una orquesta cuyos miembros consistirían en intérpretes que "abarcaran la totalidad de la competencia musical" – y que interpretaran (o esperaban interpretar) piezas de música clásica popular. Uno de sus miembros fue Brian Eno, cuya discográfica Obscure Records publicaría los siguientes trabajos de Bryars. En una de las tres primeras producciones para el sello, el álbum de Brian Eno Discreet Music, Bryars dirigió fue coarreglista de las tres piezas denominadas "Three Variations on the Canon in D major by Johann Pachelbel" (Tres variaciones sobre el canon en re mayor de Johann Pachelbel) que constituyen la segunda mitad del disco.
Las composiciones más recientes de Bryars incluyen A Man In A Room, Gambling (Un hombre en una habitación, apostando, 1997), una obra comisionada por la emisora de radio BBC Radio 3. En ella, la música de Bryars se escucha bajo unos monólogos interpretados por el artista español Juan Muñoz, que habla sobre métodos de hacer trampa en los juegos de naipes.
Bryars ha escrito un buen número de obras, incluyendo tres óperas, y varias piezas instrumentales, entre las cuales se encuentran tres cuarteto de cuerdas y varios conciertos, de entre los cuales podemos destacar uno escrito para oboe bajo en 1994. Ha escrito también varias piezas coreográficas, como Biped (Bípedo, 2001) para Merce Cunningham. Entre 1981-1984 participó en the CIVIL warS (las guerraS CIVILES), un vasto proyecto multimedia inconcluso dirigido por Robert Wilson.
Bryars fue el fundador del departamento de música de la Politécnica de Leicester (hoy, Universidad De Montfort), donde impartió cursos durante varios años. En la actualidad reside en Inglaterra y, en los meses de verano, en la costa occidental de Canadá.